# Jordi Snijders
Jordi Snijders (26 september 1985) is een Nederlands voetballer die als doelman voor Stormvogels Telstar speelde.

## Carrière
Jordi Snijders was in het seizoen 2005/06 reservekeeper van Stormvogels Telstar. Hij debuteerde voor Telstar in de Eerste divisie op 26 februari 2006, in de met 0-0 gelijkgespeelde uitwedstrijd tegen FC Volendam. Hij kwam in de 28e minuut in het veld voor Jan Bruin, omdat eerste doelman Harmen Kuperus van het veld gestuurd was. In de zomer van 2006 vertrok hij naar Rijnsburgse Boys, waarna hij nog voor de amateurclubs HFC EDO, RKVV Velsen, IJ.V.V. Stormvogels en BVV De Kennemers speelde.

### Statistieken
| Seizoen                  | Club                | Land           | Competitie     | Competitie | Competitie | Beker | Beker | Totaal | Totaal |
| Seizoen                  | Club                | Land           | Competitie     | Wed.       | Dlp.       | Wed.  | Dlp.  | Wed.   | Dlp.   |
| ------------------------ | ------------------- | -------------- | -------------- | ---------- | ---------- | ----- | ----- | ------ | ------ |
| 2005/06                  | Stormvogels Telstar | Nederland      | Eerste divisie | 1          | 0          | 0     | 0     | 1      | 0      |
| Carrièretotaal           | Carrièretotaal      | Carrièretotaal | Carrièretotaal | 1          | 0          | 0     | 0     | 1      | 0      |
| Bijgewerkt op 5 mei 2019 |                     |                |                |            |            |       |       |        |        |